# Макрис, Мемос

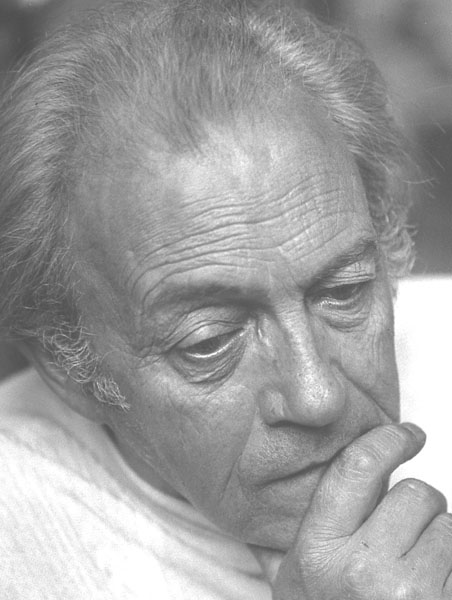
Мемос Макрис. Фото работы Ласло Славича-младшего

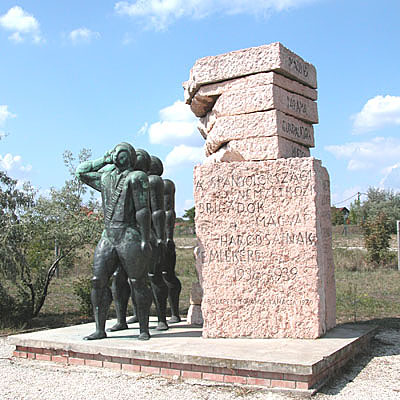
Агамемнон Макрис. Мемориальный памятник венгерским бойцам интербригад в гражданской войне в Испании

Мемос (Агамемнон) Макрис (греч. Μεμος (Αγαμεμνων) Μακρής; венг. Makrisz Agamemnon; 1 апреля 1913, Патры, Греция — 26 мая 1993, Афины, Греция) — известный греческий и венгерский скульптор.

## Биография
Макрис родился и провел свой детские годы в городе Патры.
В 1919 году его семья переехала в Афины. Здесь он закончил Афинскую академию искусств и погрузился в художественную и культурную жизнь 30-х годов. В годы тройной германо-итало-болгарской оккупации Греции Макрис участвовал в Греческом Сопротивлении.
После освобождения он был вынужден покинуть родину на судне «Матароа» и продолжил свою учебу в Париже. Был депортирован из Франции в силу своих коммунистических убеждений, после чего ему было предоставлено политическое убежище в Венгрии. Именно в Венгрии он состоялся как известный скульптор. В Венгрии Макрис принял активное участие в художественной культурной и политической жизни. В 1964 году он был лишён греческого гражданства, которое ему было возвращено в 1975 году, после восстановления демократии в Греции. В 1978 году в Национальной галерее Греции состоялась ретроспективная выставка Макриса.

## Работы
Всемирную известность получили его Монумент жертвам нацизма, на территории концлагеря  Маутхаузен (Австрия), памятник венгерским добровольцам гражданской войны в Испании, памятник освобождения в городе Печ.
Большое количество его работ украшает здания и площади по всей Венгрии.
В Греции более всего известна его скульптурная голова юноши, установленная у входа в Афинский политехнический институт, в честь жертв студенческого восстания 1973 года против военной диктатуры. Другая известная работа Макриса: статуя Макариоса III — первого президента Республики Кипр, в столице республики, городе Никосия, у президентского дворца.